# Groupe de NGC 5908
Le groupe de NGC 5908 comprend au moins cinq galaxies situées dans les constellations du Bouvier et du Dragon. La distance moyenne entre ce groupe et la Voie lactée est d'environ 49,9 Mpc (∼163 millions d'al). 

## Membres
Le tableau ci-dessous liste les sept galaxies du groupe indiquées dans l'article de A.M. Garcia paru en 1993.
D'autre part, dans un article publié en 1998, Abraham Mahtessian mentionne aussi ce groupe, mais les galaxies NGC 5820, NGC 5821 et UGC 9759 n'y figurent pas.
| Nom      | Constellation | Class.   | Type                  | α (J2000.0)   | δ (J2000.0) | Vitesse radiale (km/s) | m    | Distance (Mpc) | Diamètre (kal) |
| -------- | ------------- | -------- | --------------------- | ------------- | ----------- | ---------------------- | ---- | -------------- | -------------- |
| NGC 5820 | Bouvier       | S0       | Lenticulaire          | 14h 58m 39.8s | 53° 53′ 10″ | 3269 ± 46              | 12,5 | 50,4 ± 3,5     | 76             |
| NGC 5821 | Bouvier       | S0       | Lenticulaire          | 14h 58m 59.6s | 53° 55′ 24″ | 3344 ± 5               | 13,6 | 50,5 ± 3,5     | 108            |
| NGC 5874 | Bouvier       | SAB(rs)c | Spirale intermédiaire | 15h 07m 51.8s | 54° 45′ 10″ | 3135 ± 2               | 12,5 | 47,3 ± 3,3     | 130            |
| NGC 5876 | Bouvier       | SB(r)ab? | Spirale barrée        | 15h 09m 31.5s | 54° 30′ 23″ | 3253 ± 2               | 12,7 | 49,1 ± 3,4     | 174            |
| NGC 5905 | Dragon        | SB(r)b   | Spirale barrée        | 15h 15m 23.3s | 55° 31′ 03″ | 3390 ± 5               | 11,7 | 51,0 ± 3,6     | 163            |
| NGC 5908 | Dragon        | SA(s)b?  | Spirale               | 15h 16m 43.2s | 55° 24′ 33″ | 3283 ± 4               | 11,8 | 49,4 ± 3,5     | 147            |
| UGC 9759 | Dragon        | S0a      | Lenticulaire          | 15h 10m 41.0s | 55° 20′ 59″ | 3426 ± 6               | 14,6 | 51,5 ± 3,6     | 109            |

Le site DeepskyLog permet de trouver aisément les constellations des galaxies mentionnées dans ce tableau ou si elles ne s'y trouvent pas, l'outil du site constellation permet de le faire à l'aide des coordonnées de la galaxie. Sauf indication contraire, les données proviennent du site NASA/IPAC.